# Noviomagus Treverorum
Noviomagus, zur Unterscheidung von anderen Orten dieses Namens Noviomagus Treverorum genannt, war der Name einer römischen Siedlung, bei der sich in der Kaiserzeit eine Straßenstation und in der Spätantike ein Kastell befand, im Gebiet des heutigen Neumagen, Ortsteil von Neumagen-Dhron, in Rheinland-Pfalz.

## Lage, Befunde und Geschichte
Noviomagus lag in der Provinz Gallia Belgica an einer Verengung des Moseltales an der Ausoniusstraße, einer Fernstraße, die von Augusta Treverorum nach Bingium führte und dort weiteren Anschluss an die Rheintalstraße nach Mogontiacum hatte. Bei Noviomagus mündete eine Straße, die aus dem Hinterland des Hunsrück heranführte, in die Ausoniusstraße und es gab eine Schiffslände an der Mosel, sowie eine Fährverbindung ans andere Moselufer. Der Ort war Umschlagplatz und Markt für Waren aus dem Hunsrück und war von einer römischen Straßenstation gesichert. Der keltisch-/lateinische Name Noviomagus (Treverorum) lässt sich in etwa als „Neuer Markt (der Treverer)“ übersetzen. Im Jahr 275 wurde der Platz bei einem Einfall der Germanen zerstört.

Projektion des Kastellgrundrisses in das moderne Ortsbild von Neumagen (Infotafel vor Ort)

In konstantinischer Zeit wurde eine steinerne Befestigungsanlage errichtet. Im heutigen Stadtbild wird ihr Areal von der Spielesgasse im Norden, dem Krischelsberg im Osten, der Burgstraße im Süden und der Moselstraße im Westen umrissen. Im westlichen Bereich sind noch Reste der Ummauerung und zweier Rundtürme zu sehen▼. Dort legten die Gemeinde Neumagen-Dhron und der Heimat- und Verkehrsverein in Kooperation mit dem  Rheinischen Landesmuseum Trier einen archäologischen Rundweg an. Neben den noch sichtbaren Resten der Umwehrung zeigen die einzelnen Stationen des Weges Repliken der in Neumagen entdeckten Reliefsteine (siehe weiter unten). Die Befestigungsanlage bestand aus einer polygonalen, insbesondere an der Nordseite zum Oval tendierenden Wehrmauer mit den ungefähren Abmessungen von 112 mal 131 m, was einer ummauerten Fläche von 1,28 Hektar entspricht. Die Mauer war mit 13 beidseitig vorspringenden Rundtürmen besetzt, die jeweils einen Durchmesser von neun bis zehn Metern besaßen. Es gab insgesamt zwei mit massiven flankierenden, rechteckigen Torbauten versehene Zugänge, einen auf der Nord- und einen auf der Südseite des Kastells. Durch diese Tore führte die römische Fernstraße, deren Verlauf der heutigen „Römerstraße“ (L156) entspricht. Von der Innenbebauung des Kastells ist lediglich ein älteres, teilweise übernommenes quadratisches Gebäude mit Laubengängen zur Straße hin bekannt. Vor den Toren konnten noch Spuren von Annäherungshindernissen in Form eines Vorwalls und eines Grabens festgestellt werden.

## Steindenkmäler
Bei den Untersuchungen an der Festungsmauer, die man bis zu diesem Zeitpunkt noch für die mittelalterliche Stadtmauer gehalten hatte, entdeckten die Archäologen im Jahre 1877, dass das Fundament der Mauer aus sekundär verwendeten Reliefsteinen, Inschriftensteinen, figürlichen und anderen Architekturelementen bestanden. Die daraufhin einsetzenden Ausgrabungen dauerten bis 1885 und förderten einen wahren Schatz an Steindenkmälern zu Tage. Es dauerte bis 1932, ehe die Steine durch den Archäologen Wilhelm von Massow im Auftrag der Römisch-Germanischen Kommission ausführlich publiziert werden konnte. Zum überwiegenden Teil handelte es sich um Blöcke von römischen Grabmälern aus dem Zeitraum zwischen dem Ende des ersten und der Mitte des dritten Jahrhunderts.
Die Reliefs zeigen Szenen aus dem Alltagsleben wie Weintransport (das sogenannte Neumagener Weinschiff), Schulalltag, Körperpflege, Pachtzahlung, Jagd und Totenmahl, aber auch mythologische Motive. Die anspruchsvolle handwerkliche Ausführung der Steinmetzarbeiten verweist auf mehrere Werkstätten, die in Augusta Treverorum oder seinem Umland zu vermuten sind. 
Wo die Grabdenkmäler, deren Blöcke in der Festungsmauer wiederverwendet wurden, ursprünglich aufgestellt waren, ist unbekannt. Häufig wird angenommen, diese haben in den Nekropolen des römischen Augusta Treverorum gestanden. Die Steine seien dann im Rahmen einer möglicherweise kurzfristig beschlossenen Abwehrmaßnahme in den Gräberfeldern abgebrochen, per Schiff nach Noviomagus geschafft und dort zum Bau des Fundamentes der Mauer verwendet worden. Eine Reihe von Argumenten sprechen jedoch dafür, dass sie in der Umgebung von Noviomagus aufgestellt waren.
Heute befinden sich die Steinmonumente im Rheinischen Landesmuseum Trier, wo sie zum Teil rekonstruiert, zu einer „Gräberstraße“ zusammengestellt worden sind, die einen Eindruck vom Erscheinungsbild und der Wirkung der Gräberfelder in der Antike vermitteln soll.

Römische Steindenkmäler aus Noviomagus
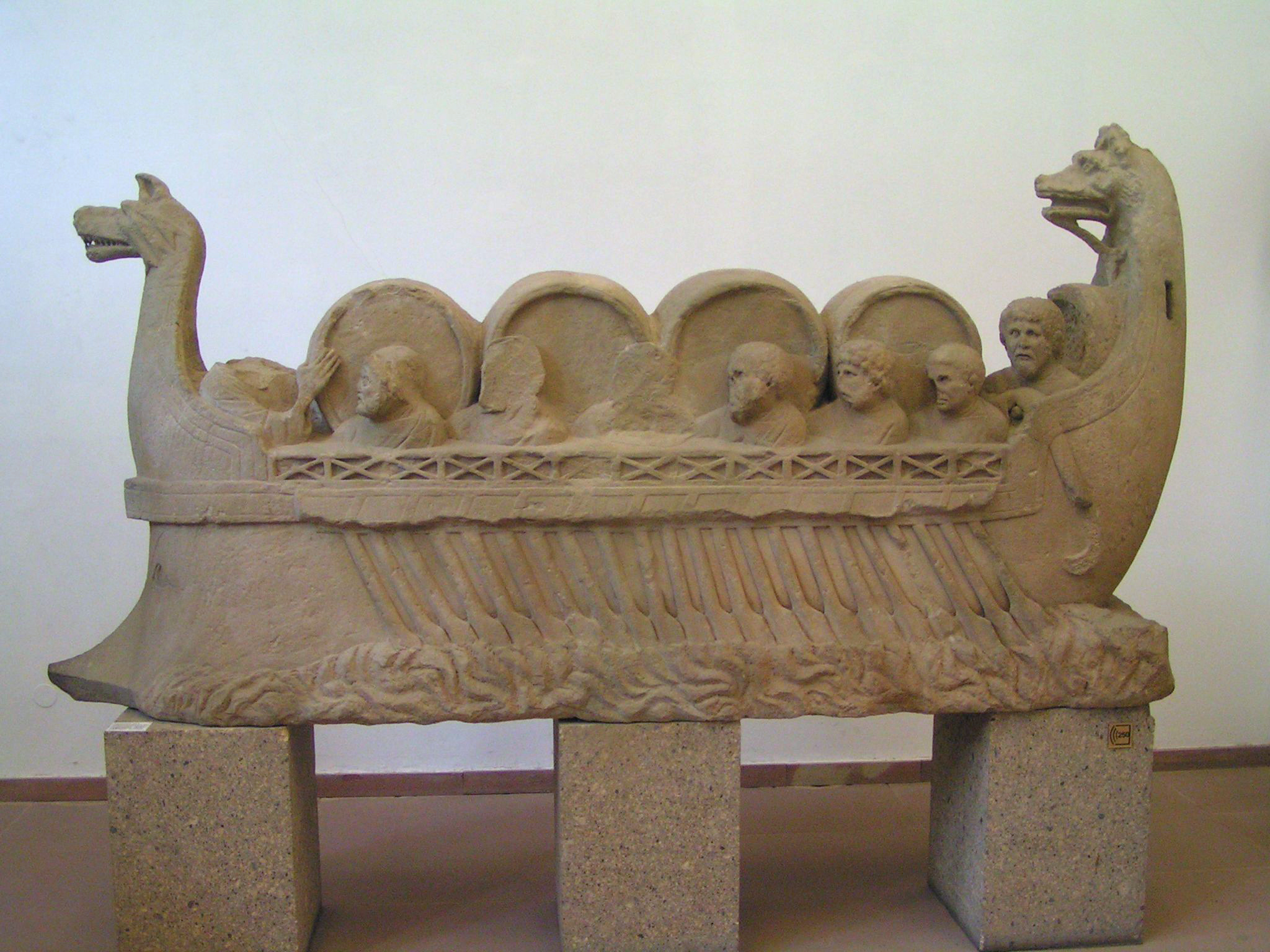
Skulptur eines Wein transportierenden Schiffes („Neumagener Weinschiff“) (um 220) FO: Neumagen AO: Rheinisches Landesmuseum Trier
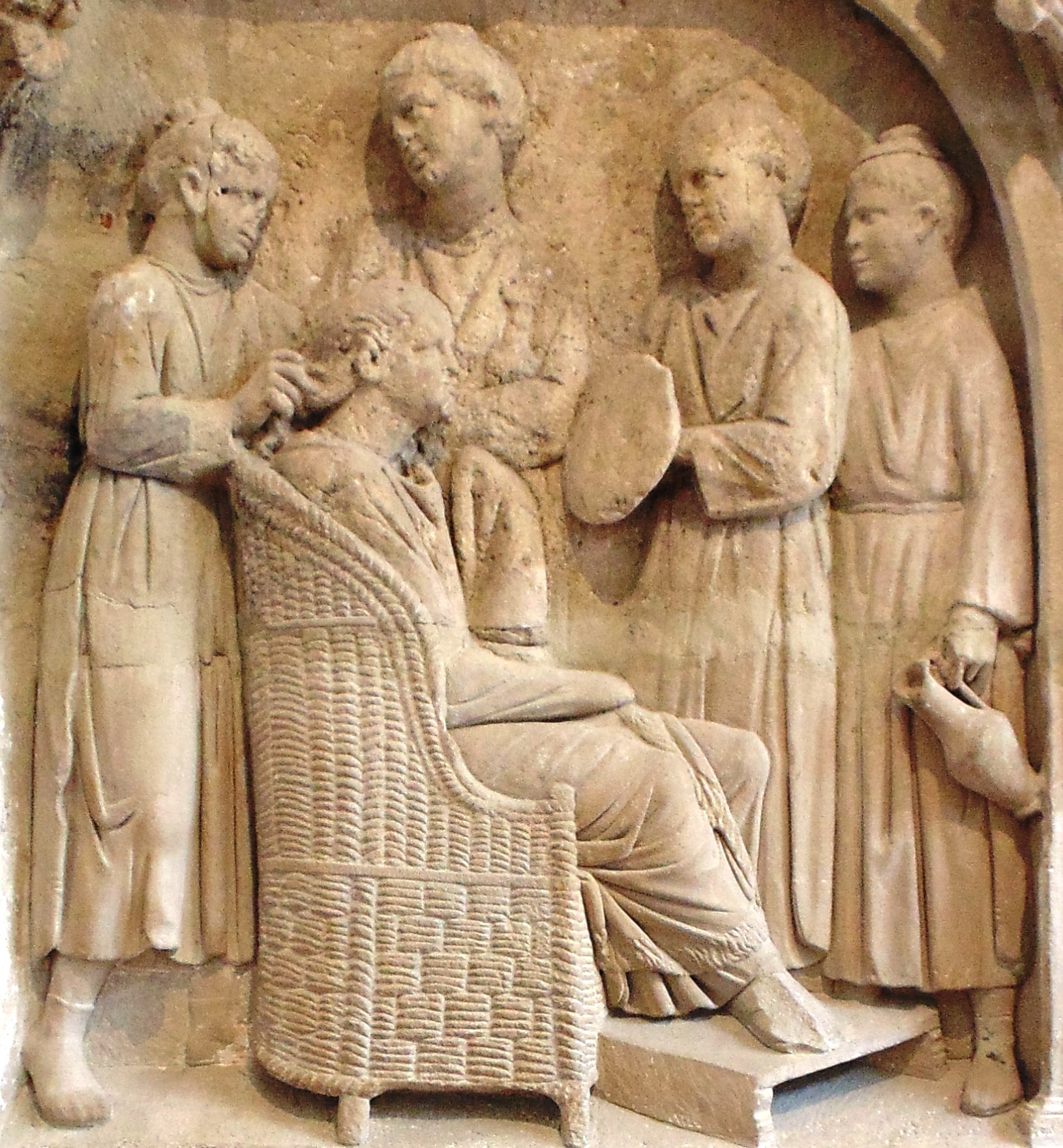
Frisierszene, Detail des Elternpaarpfeilers (um 210/220) FO: Neumagen AO: Rheinisches Landesmuseum Trier
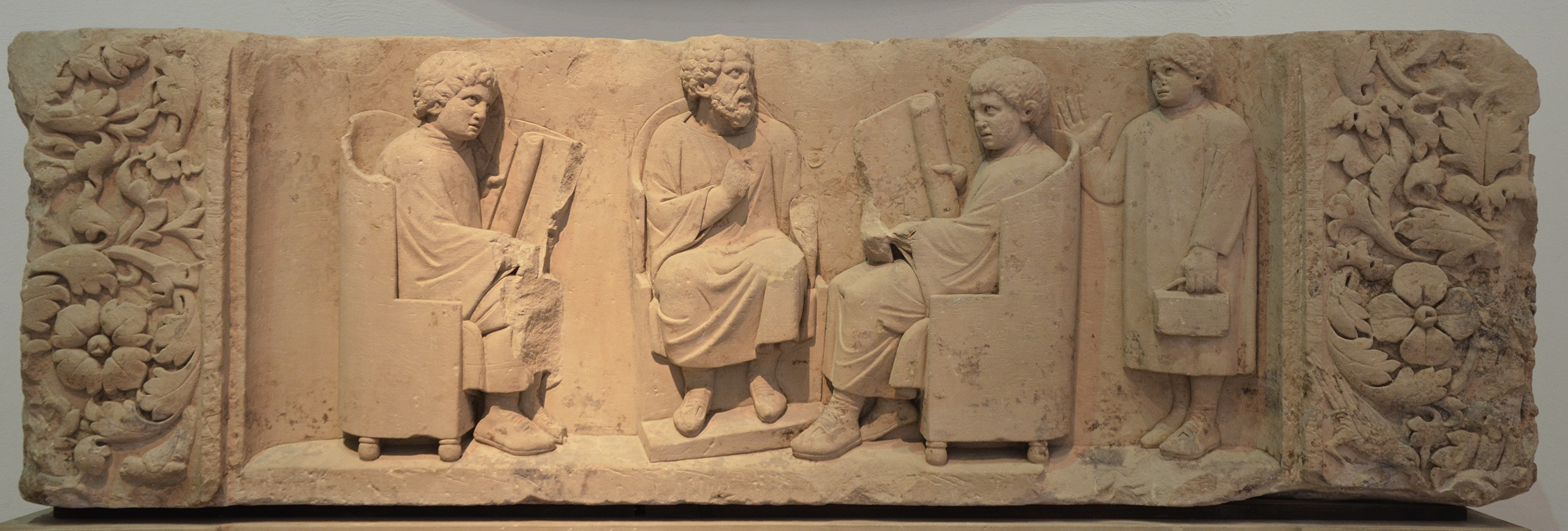
Schulszene, Teil eines Grabmonumentes (um 180/185) FO: Neumagen AO: Rheinisches Landesmuseum Trier
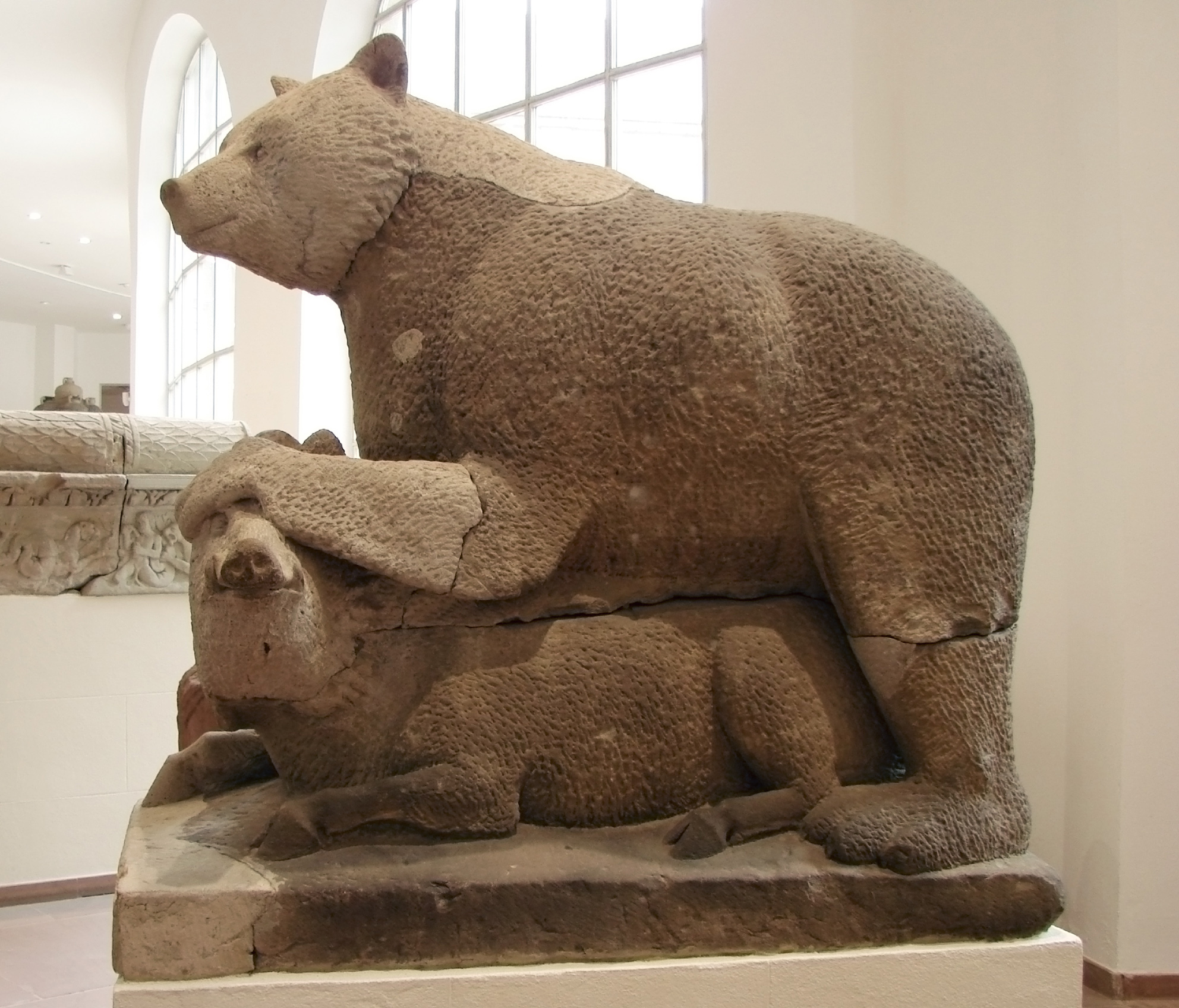
Skulptur eines Bären, der einen Eber schlägt (zwischen 180 und 220) FO: Neumagen AO: Rheinisches Landesmuseum Trier
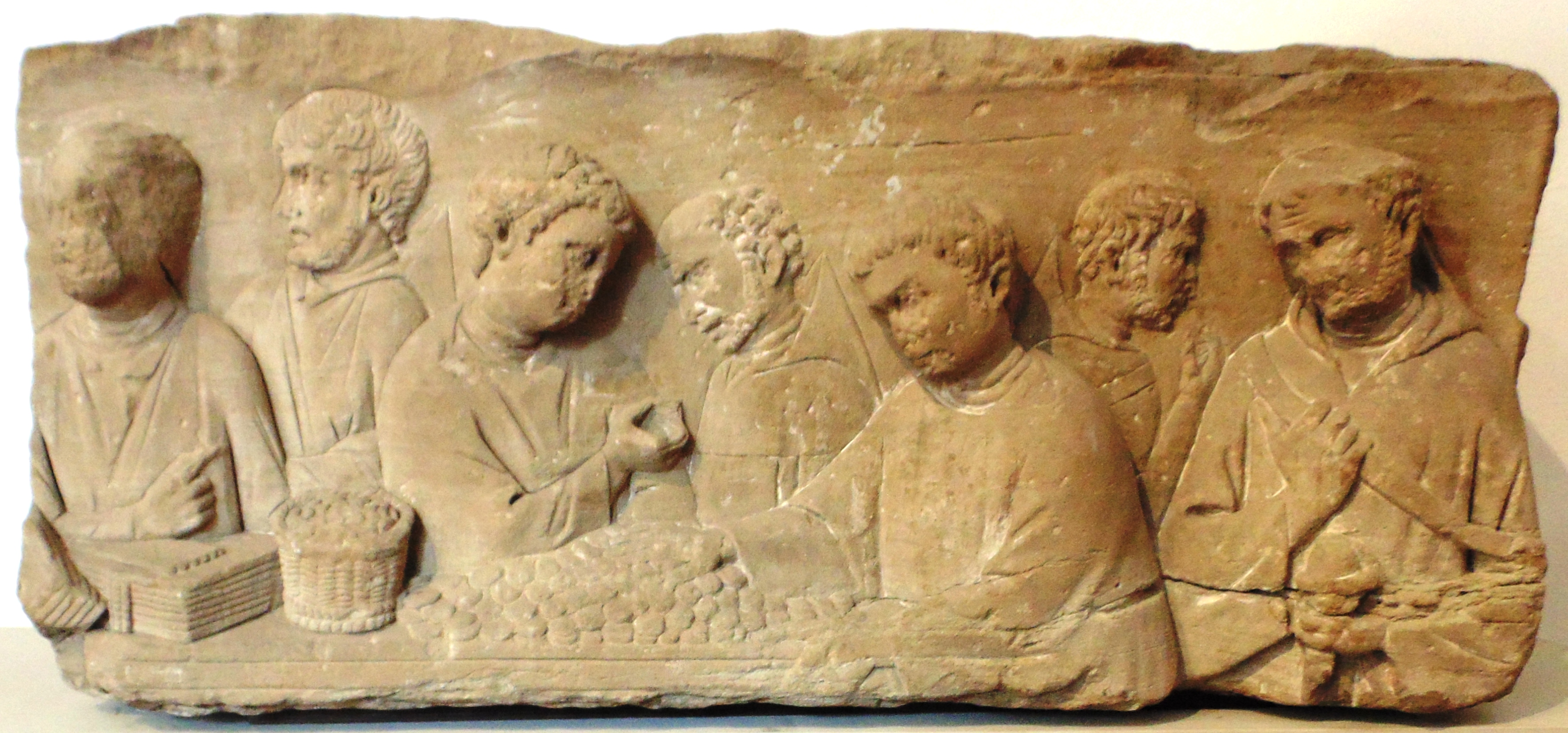
Römische Pachtzahlung (um 205) FO: Neumagen AO: Rheinisches Landesmuseum Trier
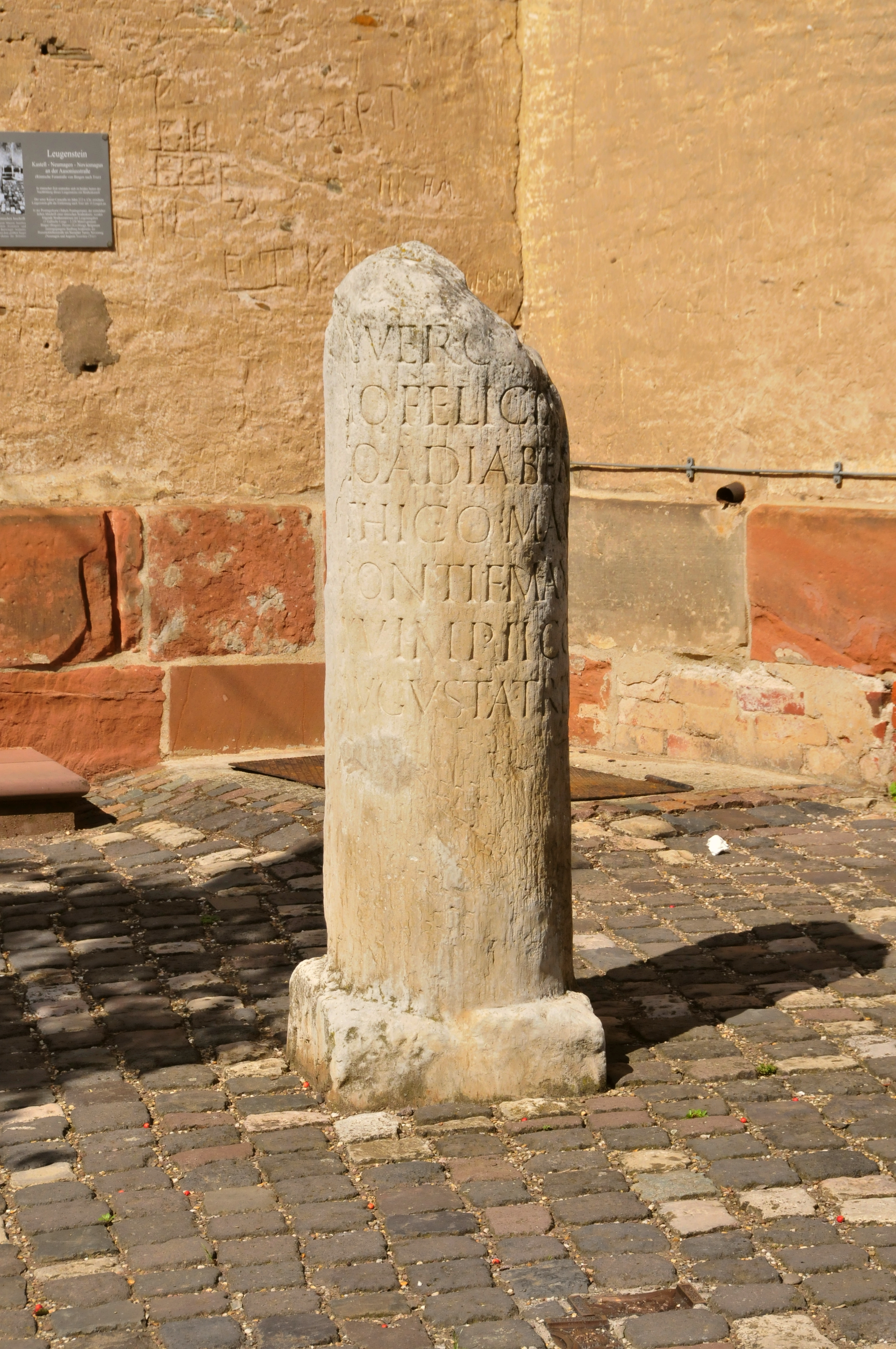
Leugenstein (212)[11] FO: Neumagen-Dhron AO: in situ